# Ambystoma meksykańska
Ambystoma meksykańska, aksolotl meksykański, salamandra meksykańska (Ambystoma mexicanum) – endemiczny słodkowodny gatunek drapieżnego płaza ogoniastego z rodziny ambystomowatych (Ambystomatidae). Cechą charakterystyczną tego gatunku jest zjawisko neotenii. Taka postać płazów z rodzaju Ambystoma nazywana jest aksolotlem.
Ambystoma meksykańska jest cenionym zwierzęciem laboratoryjnym, bywa także hodowana w akwariach.

## Występowanie

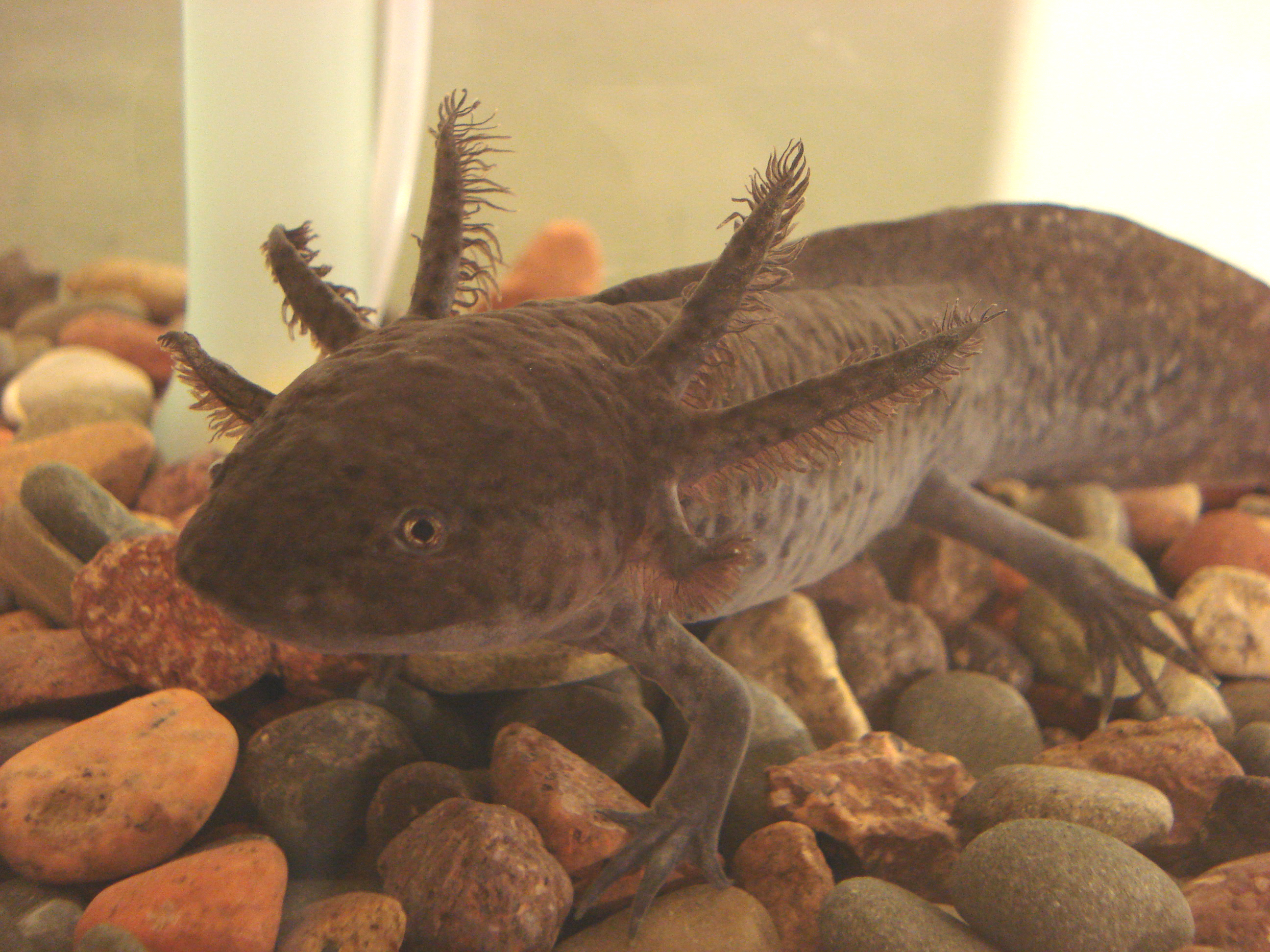
Ambystoma meksykańska w warunkach domowych

W warunkach naturalnych gatunek występował na południe od miasta Meksyk, stolicy Meksyku, w dwóch jeziorach Xochimilco i Chalco (2300 m n.p.m.). Obecnie zasięg jego występowania obejmuje jedynie południowe części jeziora Xochimilco wraz z otaczającymi je kanałami i mokradłami. Jezioro Chalco prawie całkowicie wyschło w wyniku celowego jego osuszenia, które miało zapobiec okresowym zalewaniom okolicy. Prawdopodobnie spotykany był również w jeziorach Texcoco, Zumpango i Xaltocan.

## Budowa

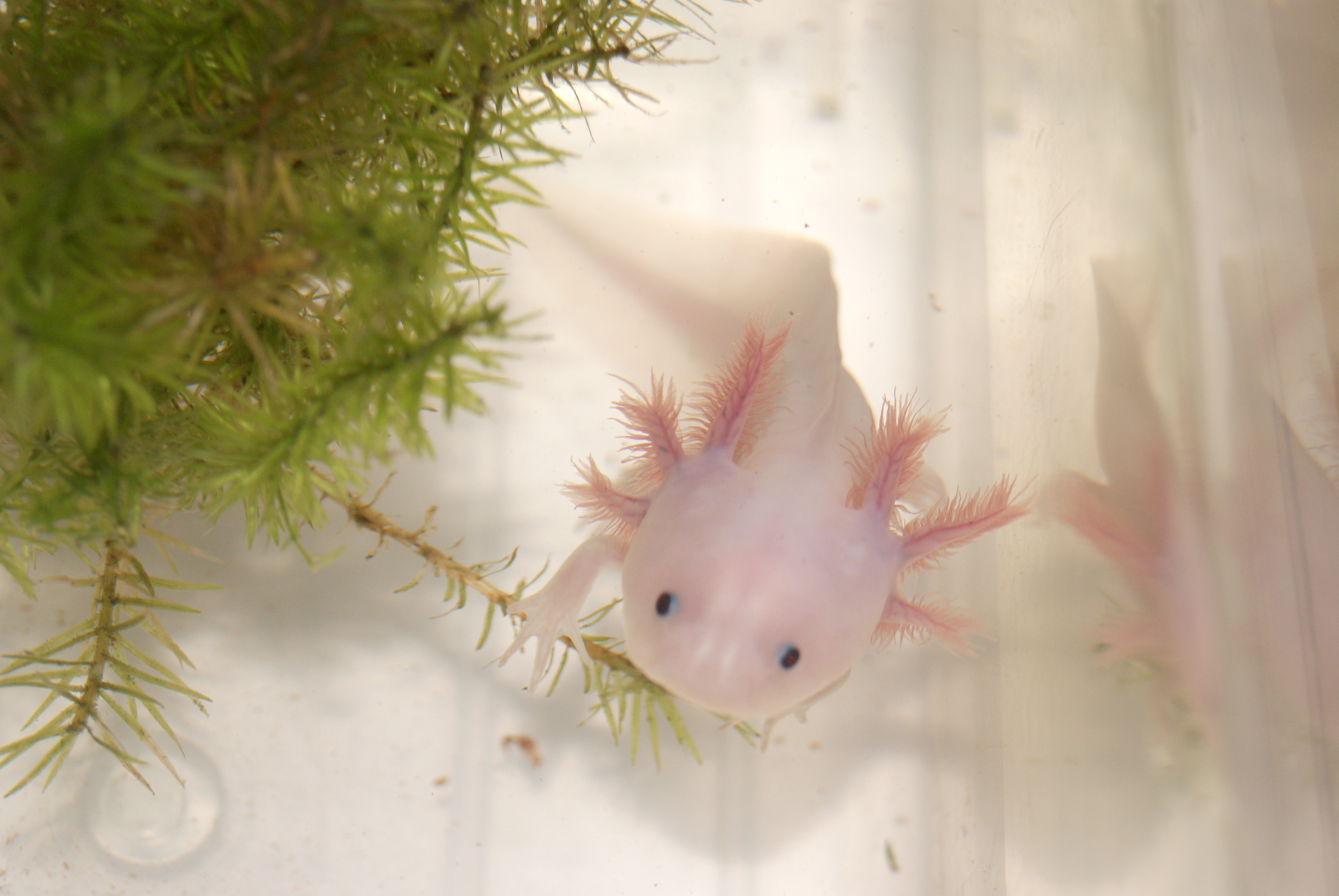
Widok z przodu

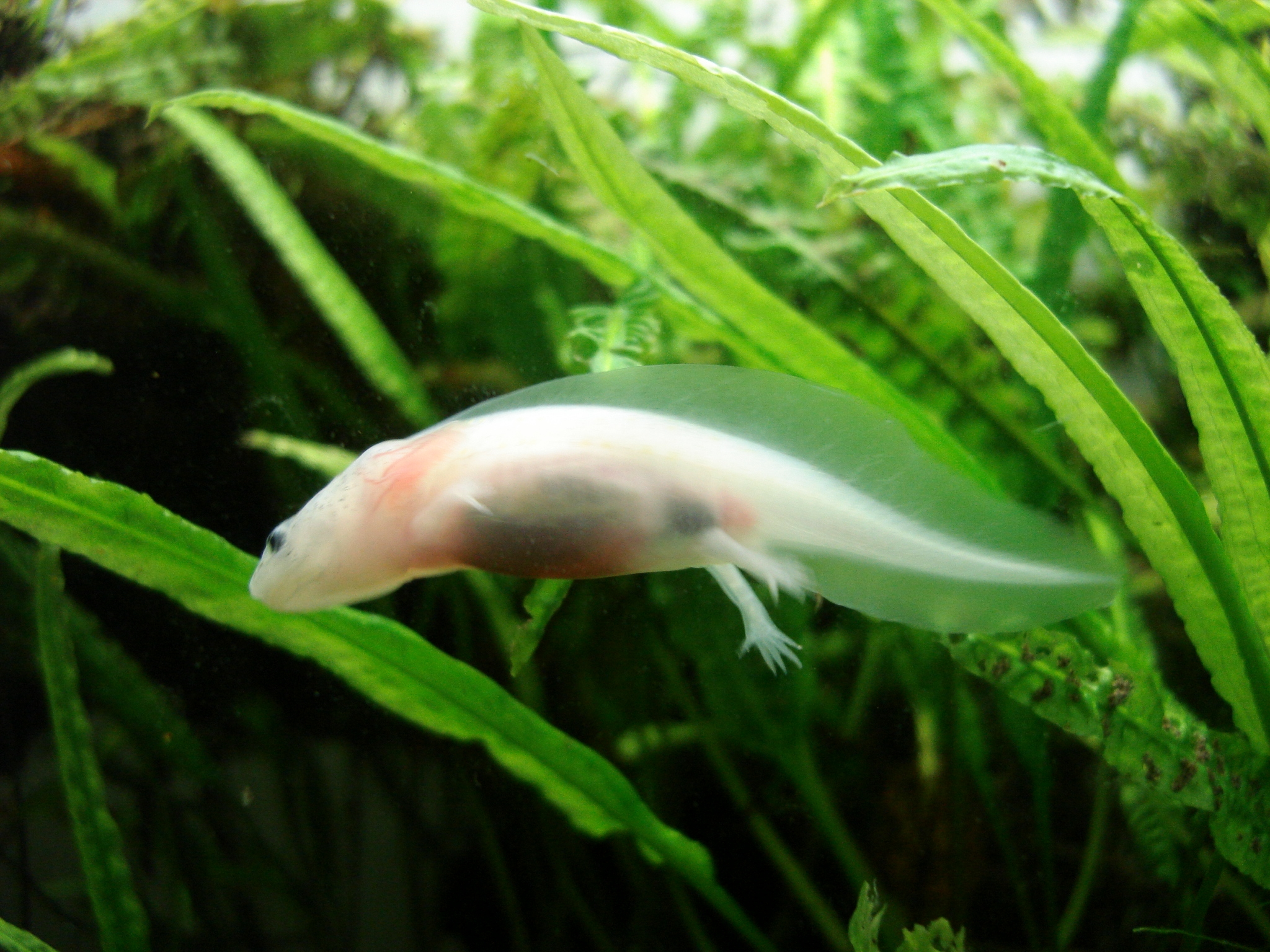
Widok z boku

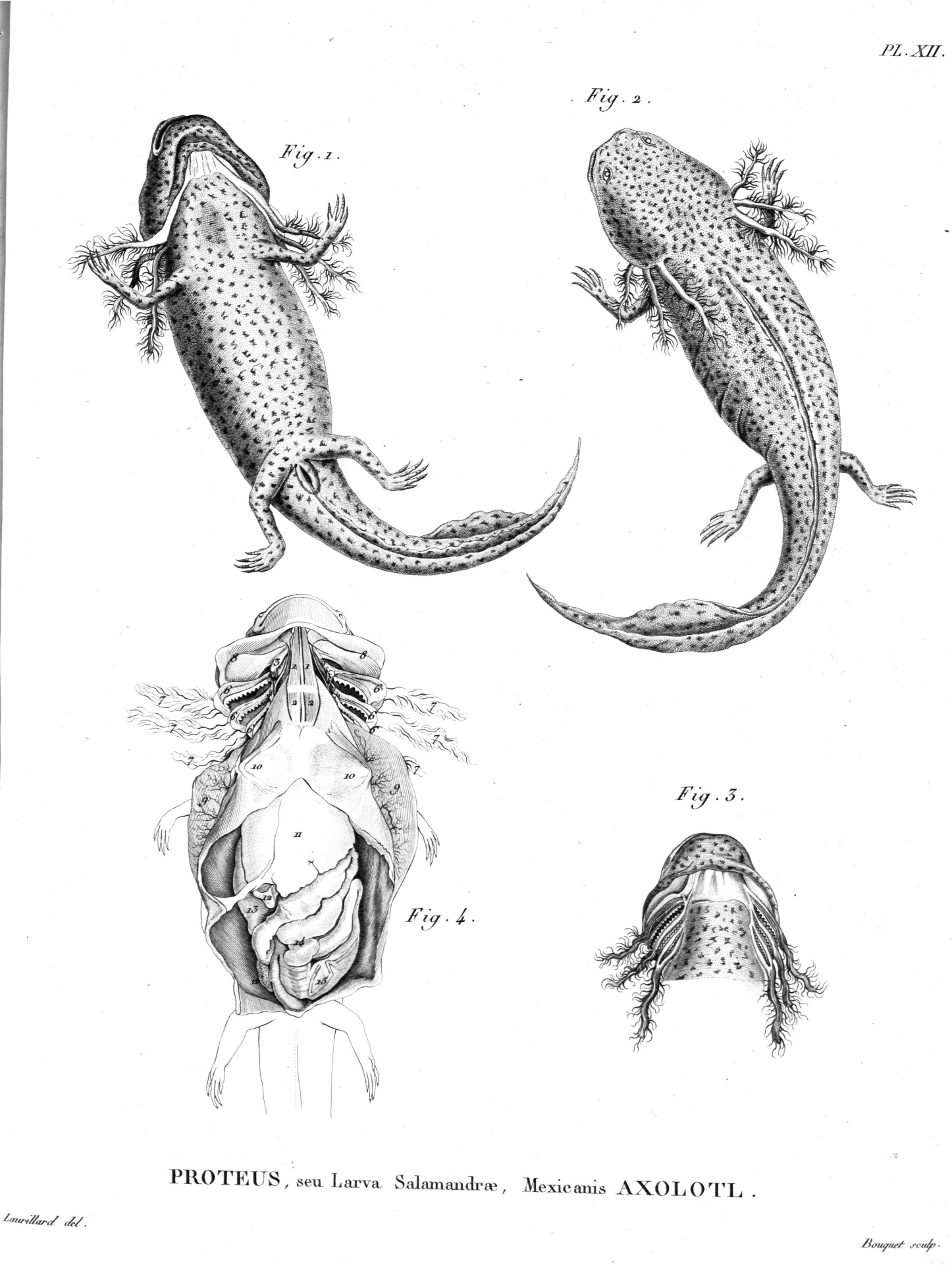
Anatomia

Ciało o masywnej budowie, grzbietobrzusznie spłaszczone. Na szerokiej głowie, w jej tylnej części, znajdują się 3 pary skrzeli zewnętrznych położonych po obu stronach głowy. Kończyny delikatne, krótkie i kruche – przednie zaopatrzone w 4, a tylne w 5 palców. Ciało zakończone jest długim, wysokim i masywnym ogonem. U form neotenicznych występuje wysoka, bocznie spłaszczona płetwa ogonowa. U form albinotycznych kościec jest widoczny poprzez cienką, półprzezroczystą skórę.
Rozróżniane są dwie formy barwne:

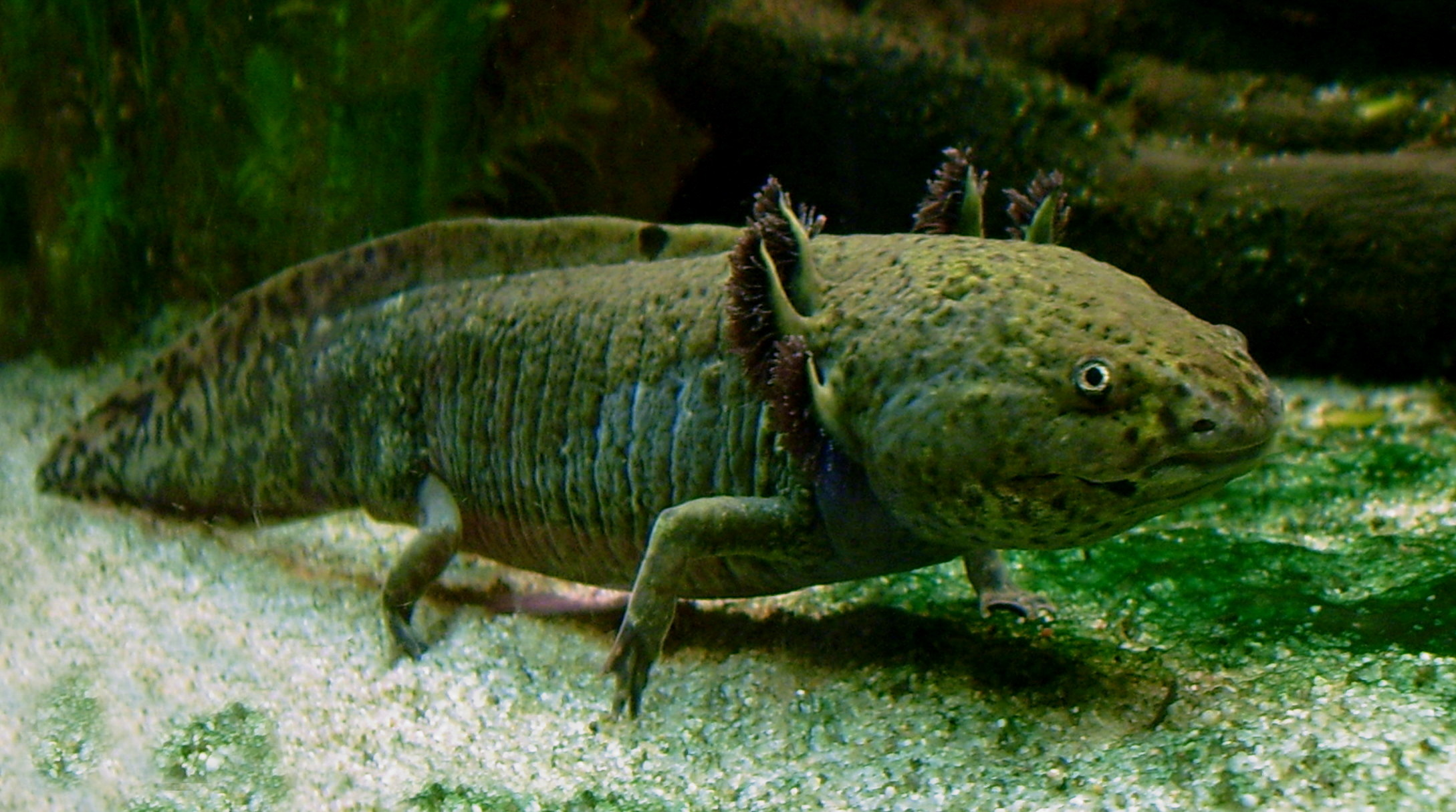
Barwy ambystomy występujące w naturze

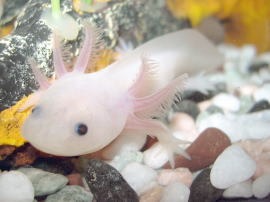
Postać albinotyczna ambystomy

- forma żyjąca w warunkach naturalnych – ubarwienie grzbietu ciemnoszare, czarne lub brązowe, z licznymi ciemnymi, prawie czarnymi plamkami tworzące marmurkowy deseń[5],
- forma żyjąca w warunkach sztucznych (hodowlanych) – najczęściej występują tu barwy albinotyczne, jasnoróżowe, a nawet białawe, z intensywnie różowymi skrzelami.

Długość ciała dojrzałych płciowo osobników (larw) sięga 30 cm.

## Neotenia
W środowisku naturalnym ambystoma nie przekształca się w postać lądową. Powodem braku transformacji jest wrodzona wada i brak tyroksyny wytwarzanej w tarczycy spowodowanej niską jej funkcjonalnością.

## Tryb życia
Aksolotl jest gatunkiem prowadzącym nocny tryb życia. Podczas dnia larwy szukają schronienia w zakamarkach zapewniających im kryjówki przed większymi drapieżnikami.
Gatunek drapieżny, ma szczątkowe zęby. Pokarm lokalizuje za pomocą węchu. Odżywia się w porze wieczorowej i nocnej m.in. małymi zwierzętami wodnymi, bywa również kanibalem.
Trzymane w grupie mogą sobie obgryzać kończyny i końcówki płetwy ogonowej. Mają jednak zdolność regeneracji utraconych części ciała: kończyn, skrzeli czy nawet fragmentów w obrębie głowy, mózgu i serca. Regeneracja przebiega w wyniku rozprzestrzeniania trzpienia komórki w danym zagrożonym obszarze. Komórki takie mnożą się i są w stanie zastąpić brakującą tkankę, są przy tym w pełni funkcjonalne. Okres regeneracji trwa do kilku miesięcy.

## Rozmnażanie

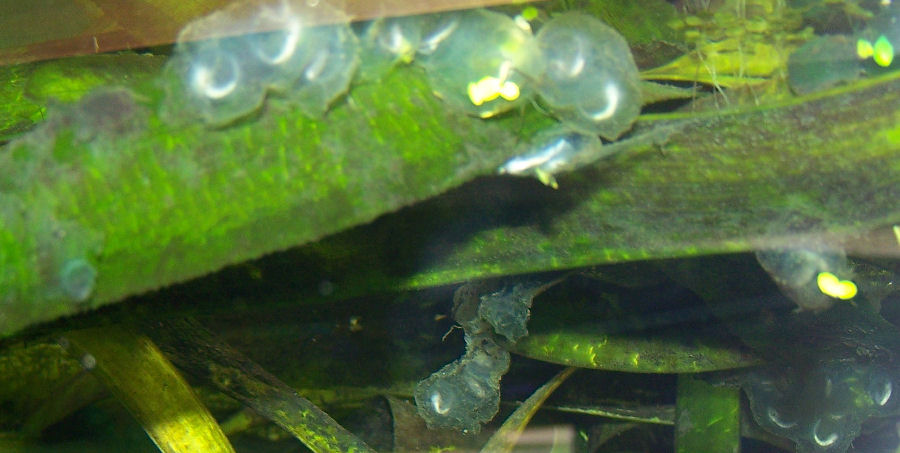
Jaja ambystomy meksykańskiej zawieszone na roślinie

Występuje u nich neotenia i wyraźny dymorfizm płciowy. Gonady samca ze względu na ich nabrzmiałość są łatwo zauważalne w okresie rozrodczym. Po okresie kilkutygodniowego zimowania samiec składa spermatofor na częściach roślin. W tym czasie samica zbiera go wkładając do kloaki. Kilka tygodni po zapłodnieniu samica składa galaretowaty skrzek w ilości 200–6000 jaj. Okres inkubacji zależny jest od temperatury otoczenia, najczęściej trwa ok. 3 tygodni. Młode, wyklute larwy są wielkości ok. 15–20 milimetrów i są żarłoczne. Wymagane jest częste dokarmianie (kanibalizm). Dojrzałość płciową osiągają po roku życia.

## Przeobrażeniewambystomę
W wyniku przeobrażenia u aksolotli następują zmiany w budowie ciała, następuje częściowy zanik skrzeli i płetwy ogonowej. Larwa zaczyna coraz częściej pobierać i oddychać powietrzem atmosferycznym. Po całościowej metamorfozie ogon staje się zaokrąglony. W końcowej fazie przeobrażenia następuje coraz częstsze zrzucanie nabłonka z całej powierzchni ciała.

## Badania naukowe
Ambystoma meksykańska jest cennym zwierzęciem laboratoryjnym wykorzystywanym jako organizm modelowy. W wyniku podawania mu hormonu tarczycy aksolotl uzyskał zdolność przeobrażenia się w postać lądową. Badaczką, która po raz pierwszy tego dokonała (w 1917 roku) była polska uczona, biolog Laura Kaufman. Larwy karmiła wyciągiem z tarczycy już wyrośniętych i przeobrażonych ambystom, jak również tarczycą pochodzącą z innych zwierząt.
Gatunek ten jest często spotykany w laboratoriach do badań z zakresu transplantacji, badania wad serca, a także na potrzeby endokrynologii i genetyki.
W warunkach laboratoryjnych ambystoma żyje ok. 12–15 lat. W naturze mniej, 10–12 lat.

## Zagrożenia i ochrona
Populacja Ambystoma mexicanum w jeziorze Xochimilco i otaczających go kanałach jest poważnie zagrożona ze względu na rozwój miasta Meksyku i ma tendencję spadkową.
Czerwona Księga Gatunków Zagrożonych klasyfikuje gatunek Ambystoma mexicanum w czerwonej liście krytycznie zagrożonych o najwyższej kategorii ryzyka. Według ostatnich obserwacji dzikiej populacji liczebność aksolotla szacowana jest na 700–1200 osobników, które istnieją w sześciu różnych miejscach podmokłych jeziora Xochimilco.
Działania ochrony tego gatunku koncentrują się głównie na podniesieniu znaczenia jeziora Xochimilco poprzez edukację, inicjatywy na rzecz przywrócenia siedlisk występowania gatunku. Rozwój populacji z gatunków hodowanych w domu, laboratoriach nie jest wskazany z uwagi na zagrożenie przenoszenia różnych chorób, w tym genetycznych.
Gatunek jest pod szczególną ochroną rządu Meksyku i kontrolą Konwencji o międzynarodowym handlu dzikimi zwierzętami i roślinami gatunków zagrożonych wyginięciem (załącznik II do rozporządzenia WE 318/2008 w dodatku B).

## Znaczenie gospodarcze
Ambystoma meksykańska jest gatunkiem jadalnym, była poławiana do celów spożywczych i sprzedawana na targach. Obecnie handel tym gatunkiem jest prawnie zabroniony.